# Blaze Starr
Blaze Starr (Twelvepole Creek, Nyugat Virginia, 1932. április 10. – 2015. június 15.) amerikai burlesque táncosnő, sztriptíztáncosnő, gemmológus, író, színésznő volt.